# Benelux Racing Online
Benelux Racing Online (BRO) was een van de grootste Nederlands-georiënteerde professionele sim-racing leagues. BRO maakte gebruik van het spel rFactor en beschikte over meerdere kampioenschappen in verschillende klassen. In tegenstelling tot het internationale FSR had BRO echter geen Formule 1-klassen.

## Historie
Benelux Racing Online begon zijn leven als Benelux rFactor Online, begin 2006 opgezet door drie voormalige Racing League Holland leden: Maurice de Haan, Franklin Stegink en Jeroen de Bruin. De league was sindsdien uitgegroeid tot een van de grootste sim-racing community's van de wereld en was internationaal bekend. De laatste jaren werd het bestuur gevoerd door Stefan Stolk, Ivo Pakvis en Jan Wim Ensing.

## Voormalige klassen
Door de tijd heen heeft BRO meerdere race-klassen gehuisvest. Sindsdien zijn er meerdere klassen afgewisseld waaronder de Renault Clio, DTM, WTCC, Porsche Super Cup, Renault Mégane, Nothern American GT en de Formule 3000.
Het laatste seizoen, 2011-I werd er gereden met de BMW M3, GP2 en Peuegot 207-mod. Ook stonden er Endurance-wedstrijden op het programma.

## SRVN
In juni 2011 werd bekend dat BRO, samen met de Dutch Racing League, op zal gaan in een nieuwe league: SimRace Vereniging Nederland